# 庫欣鎮區 (明尼蘇達州莫里森縣)
庫欣鎮區（英語：Cushing Township）是位於美國明尼蘇達州莫里森縣的一個行政鎮區，於1891年設立。

## 地方資料
庫欣鎮區的面積為206.41平方千米，當中陸地面積為200.97平方千米，而水域面積為5.43平方千米。根據2020年美國人口普查的數據，當地共有人口776人，而人口密度為每平方千米3.76人。